# Dolichostemon verticillatus
Dolichostemon verticillatus là một loài thực vật có hoa trong họ Huyền sâm. Loài này được Bonati mô tả khoa học đầu tiên năm 1923 publ. 1924.